# Burgruine Steinamwasser
Die Burgruine Steinamwasser, oder Strebenstein, wie die Burg später genannt wurde, war eine hochmittelalterliche Adelsburg über dem Ort Steinamwasser, einem Ortsteil der Stadt Auerbach in der Oberpfalz, der südöstlich der Stadt Pegnitz in Bayern, Deutschland liegt. Die Anlage wird als Bodendenkmal unter der Aktennummer D-3-6235-0006 im Bayernatlas als „archäologische Befunde im Bereich der mittelalterlichen Burgruine von Steinamwasser“ geführt. Ebenso ist sie unter der Aktennummer D-3-71-113-116 als denkmalgeschütztes Baudenkmal von Steinamwasser verzeichnet.
Da sich die Ruine der Gipfelburg auf einem allseits senkrecht abfallenden Felsturm ohne Zugang befindet, kann sie nicht betreten werden.

## Geografische Lage
Die Burgruine befindet sich im Naturpark Fränkische Schweiz-Veldensteiner Forst unmittelbar nordöstlich des Ortes Steinamwasser, etwa sechs Kilometer
südöstlich von Pegnitz. Die Burg stand am nördlichen Uferbereich des Ortlesbaches auf einem freistehenden, rund 20 Meter hohen Felsklotz bei dem Zusammenfluss von Ortlesbach und Goldbrunnenbach.

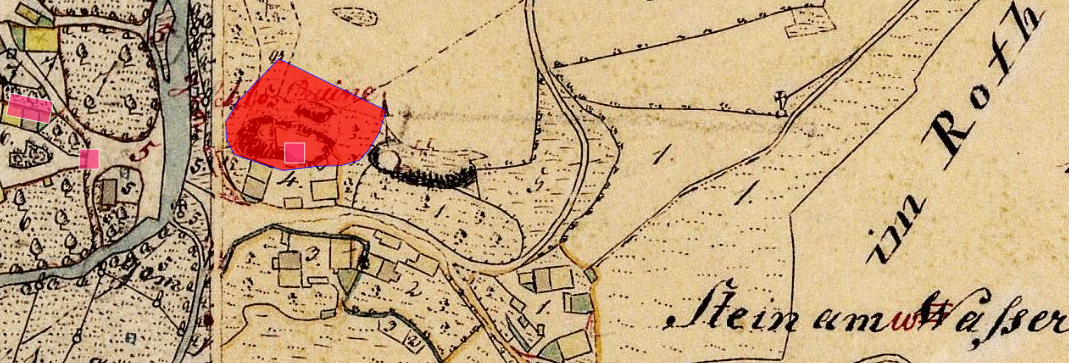
Lageplan der Burgruine Steinamwasser auf dem Urkataster von Bayern

In der Nähe der Burg Steinamwasser befinden sich noch weitere ehemalige mittelalterliche Burgen, jetzt Burgställe: in südlicher Richtung die Burg Festenberg über dem Staubershammer und die Burg Gernotenstein in der Nähe des Klosters Michelfeld, nordwestlich die Burg Böheimstein. Ein weiterer Burgstall befindet sich etwa 725 Meter nordnordwestlich der Ruine Steinamwasser und rund 700 Meter westlich der Ortskirche von Gunzendorf.

## Geschichte der Burg
Der Ort Steinamwasser wurde bereits im Jahr 1008 urkundlich erwähnt, damals schenkte der spätere Kaiser Heinrich II. das Dorf dem Hochstift Bamberg.
Im Jahr 1119 kamen Teile des Ortes an das am 6. Mai 1119 gegründete Kloster Michelfeld.
Über die Entstehungszeit und den Erbauer der Burg Steinamwasser liegen keine genauen Erkenntnisse vor. Vermutlich wurde sie schon während des 12. Jahrhunderts errichtet, denn 1144 ist in einer Urkunde ein „Syboto von Steinigewasser“ als Urkundenzeuge des Bamberger Bischofs Egilbert genannt. Syboto war aber kein Ministeriale des Bistums Bamberg, er wurde in der Zeugenreihe dieser Urkunde deutlich von den bischöflich-bambergischen Ministerialen durch ein „außerdem“ unterschieden. Unter diesen weiteren Zeugen befand sich auch ein Syboto von Turndorf, sein gleichnamiger Sohn und dessen vermutlicher Bruder Luitpolt.
Der Nürnberger Burgenforscher Hellmut Kunstmann vermutete, dass es sich bei Syboto von Steinigewasser wegen des gleichen Vornamens um einen Angehörigen der Sulzbacher Ministerialenfamilie von Thurndorf handelte. Das letzte bekannte Mitglied der Familie war ein im Jahr 1179 ebenfalls als Urkundenzeuge genannter „Sigboto von Steinenwazzer“.
Zu einem nicht genau bekannten Zeitpunkt kam die Burg Steinamwasser zum Bistum Bamberg.
Die Burg wurde am 11. September 1295 zum ersten Mal erwähnt, als Bischof Arnold von Solms seine Veste „Steinigewazzer“ an Jutta, die Witwe des 1293 verstorbenen Landgrafen Gebhard von Leuchtenberg und ihren Sohn Ulrich verpfändete.
Jutta war eine geborene von Schlüsselberg. Die Leuchtenberger gaben die Burg an ihre Vasallen, den Stören von Störenstein weiter, noch im Jahr 1348 war sie im Besitz von Heinrich Stör.
Erst zu Beginn des 15. Jahrhunderts kam die Burg nach der Verpfändung wieder zum Bistum Bamberg zurück, sie war allerdings zu dieser Zeit nur noch eine Ruine. Vermutlich wurde sie während des Krieges zwischen den bayerischen Pfalzgrafen und König Wenzel zerstört, als der Vicedom des damaligen Regierungssitzes der Pfalz Amberg, Johann von Hirschberg am 23. September 1400 Auerbach, die damalige Hauptstadt Neuböhmens, das Kloster Michelfeld und wohl auch Steinamwasser, das damals noch in Besitz der Leuchtenberger war, eroberte. Die Leuchtenberger standen auf der Seite des böhmischen Königs Wenzel, der Bamberger Bischof dagegen war Bundesgenosse der Pfalzgrafen, wodurch der Bischof nach der Eroberung durch Johann wieder in den Besitz der Burg kam, ohne sie aus der Pfandschaft der Leuchtenberger auslösen zu müssen.
Im Jahr 1405 belehnte der Bamberger Fürstbischof Albrecht von Wertheim Hans Streber mit „daz Burgstal czu Strebenstein in Villa Steingenwasser“. Nach ihm wurde die Burg Strebenstein genannt und er musste sich verpflichten, dem Bischof mit der Burg gegen jedermann zu dienen, außer gegen den Bayernherzog Johann. Hans war Bürger der Reichsstadt Nürnberg und besaß seit 1402 auch den nahen Staubershammer; er baute die Burg innerhalb von zwei Jahren wieder auf. Ihm waren dabei allerdings Beschränkungen auferlegt, denn am 13. März 1407 mussten sich Elisabeth Streberin und ihr Sohn Hans verpflichten „das Haus, das ihnen der Herzog Johann in Payern in Steinygenwasser in der Herrschaft zu Aurbach gelegen zu bauen erlaubt hat“, „daz wir dasselb haus fürbaß von maurwerck weder inwendig noch außwendig nit bevesten sollen in dhein weise dann als ez itzund bevest und gepaut ist, aber mit holtzwerck mögen wir daz wol pauen und mit ziegeln decken und eins zigelsteins dick in dy wende mauren, als vil dez an dem haus note ist“. Sie durften also nur einen dünnwandigen Fachwerkbau errichten. Auch mussten sie dem Herzog gegenüber das Öffnungsrecht gegen jedermann, außer gegen das Stift Bamberg und die Stadt Nürnberg, einräumen.
1412 wurde Hans Nankenreuther die Hälfte der Burg Strebenstein zu Lehen aufgetragen, die zweite Hälfte wurde 1422 an Hans Streber zu Strebenstein verliehen.
Die zweite Zerstörung der Burg fand im Jahr 1430 statt, als sie während der Hussitenkriege zwischen den Jahren 1419 und 1439 niedergebrannt wurde. Der Wiederaufbau der Burg durch Hans Streber mit Fachwerkbauten dürfte die Eroberung wohl erleichtert haben.
Bis zum Jahr 1441 erhielten verschiedene Besitzer die Burg als Burgstall zu Lehen, ab 1446, bei der Belehnung der Hälfte der Burg an Friedrich von Künsberg, war wieder von einem Schloss Strebenstein die Rede. Der erneute Wiederaufbau der Burg fiel also in die Jahre zwischen 1441 und 1446.
Eine dritte und vermutlich letzte Zerstörung der Burg Strebenstein fand wahrscheinlich zwischen den Jahren 1459 und 1463 im Fürstenkrieg statt, denn 1476 wurde der Lehensanteil der Künsberger am Burgstall Strebenstein als ein Viertel bezeichnet.
Die letzte Belehnung an die von Künsberg fand 1525 statt, die Hälfte wurde den Herren von Nankenreuth bis zum 19. Juli 1624 verliehen.
Fürstbischof Franz von Hatzfeld belehnte am 10. Oktober 1636 Georg Einwag mit einer Hälfte der Burg, er wurde nochmals am 11. April 1643 mit der Hälfte belehnt. Im darauffolgenden Jahr erhielt sein unmündiger Sohn Hans Sebastian durch seinen Lehensträger Heinrich Mertloch die Burg zu Lehen.
Ob die Burg nach dem Fürstenkrieg wieder errichtet und im Dreißigjährigen Krieg endgültig zerstört wurde, ist nicht genau bekannt. Die Belehnungen bis ins Jahr 1644 lassen keine Schlüsse zu, denn auch zerstörte Burgen wurden belehnt, wenn mit einem Wiederaufbau zu rechnen war.
Nach dem Dreißigjährigen Krieg hatte das Bistum an seinem weit abgelegenen Besitz vermutlich nicht mehr viel Interesse, auch weil die Burg keinen großen militärischen Wert mehr hatte.
Die Stelle der ehemaligen Burg ist mit Bäumen bewachsen, erhalten haben sich nur einige Mauerreste. Da die Burg auf einem Felsturm lag, ist die Stelle nur sehr schwer zu ersteigen.
Der Burgstall ist als Baudenkmal D-3-71-113-116 „Burgruine, mittelalterliche Anlage, erhaltene Teilstücke der Ringmauer, wohl 12. Jahrhundert“ sowie als Bodendenkmal D-3-6235-0006 „Archäologische Befunde und Funde im Bereich der mittelalterlichen Burgruine von Steinamwasser“ vom Bayerischen Landesamt für Denkmalpflege erfasst.

## Beschreibung der Burgruine
Die ehemalige Höhenburg stand am Rand eines Tales auf einem etwa 20 Meter hohen, 30 Meter langen und 10 Meter breiten Felsturm (Bild 1). Der Felsturm wird von der Hochfläche durch eine rund 5 bis 15 Meter tiefe und vier Meter breite natürliche Schlucht abgetrennt (Bild 2). Der allseitig senkrecht abfallende Fels war mit einer Ringmauer umgeben, von der nur im Süden (Bild 3) und Osten (Bild 4) noch größere Reste verblieben sind. Die Mauer besteht aus glatt bearbeiteten und sorgfältig versetzten Quadern (Bild 5). Das Plateau hat eine längsovale Form und zieht sich von Osten nach Westen. An der Ostseite des Plateaus (Bild 6) lag der ehemalige Zugang, gegenüber, an der rund zwei Meter erhöhten Westseite (Bild 7), befand sich vermutlich ein Turm oder ein turmartiges Gebäude.
Der Aufgang zur Burg, von deren Bausubstanz nicht viel übriggeblieben ist, führte vom Tal des Ortlesbaches durch die Schlucht in westlicher Richtung an der Nordseite des Felsens entlang zur Hochfläche, bog dann in einer Spitzkehre nach Osten um und erreichte anschließend einen annähernd zwei Meter hohen, freistehenden Felsklotz, der an seiner Südseite in die Schlucht abfällt (Bild 4, auf der rechten Seite). Eine leichte Einsenkung davor war vermutlich mit einer Holzkonstruktion überbrückt. Der Zugang zur Burg erfolgte von diesem Felsen über eine, die drei Meter breite Schlucht überspannende Zugbrücke (Bild 8).

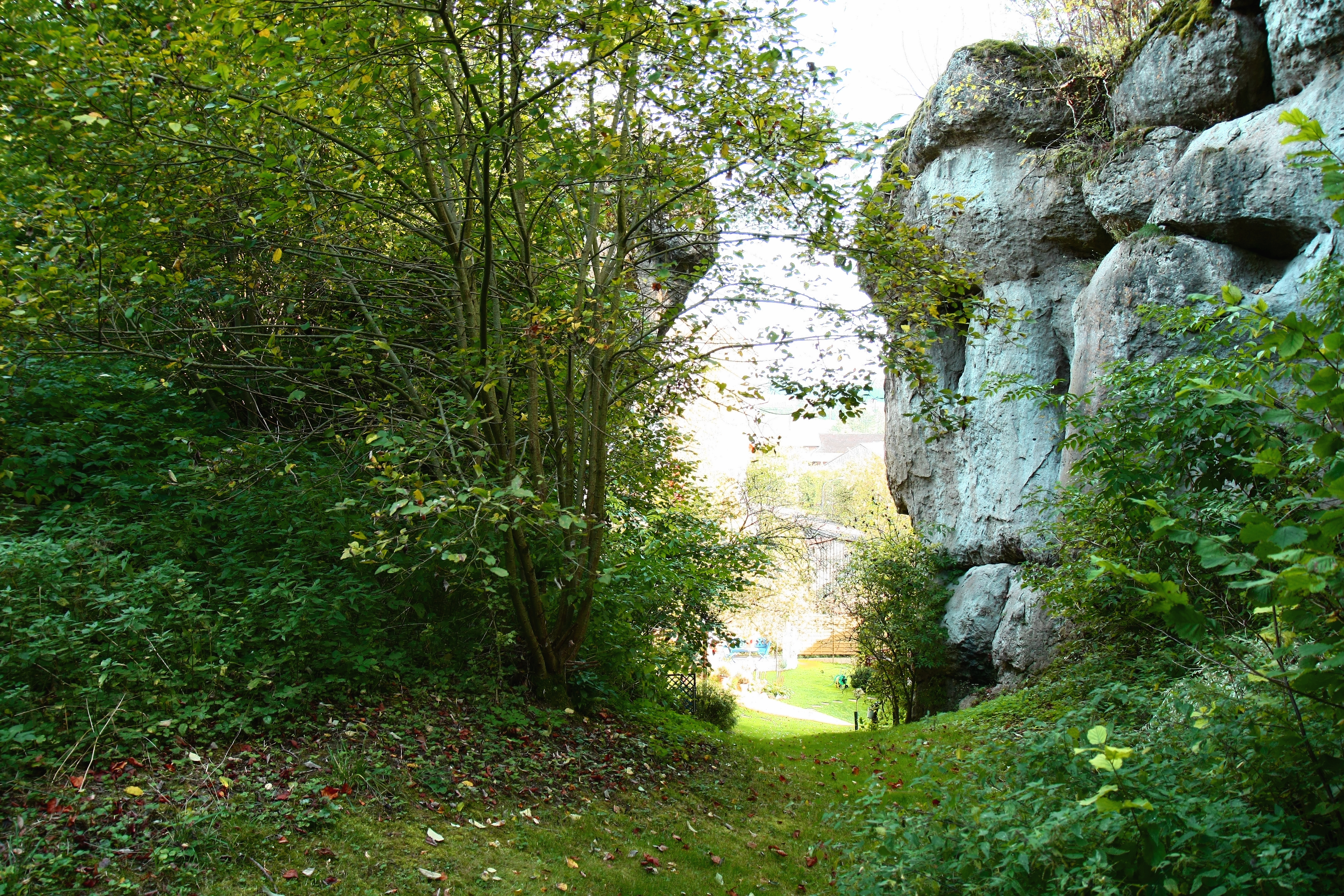
Bild 2, der Aufgang zur Burg durch eine Schlucht (September 2009)
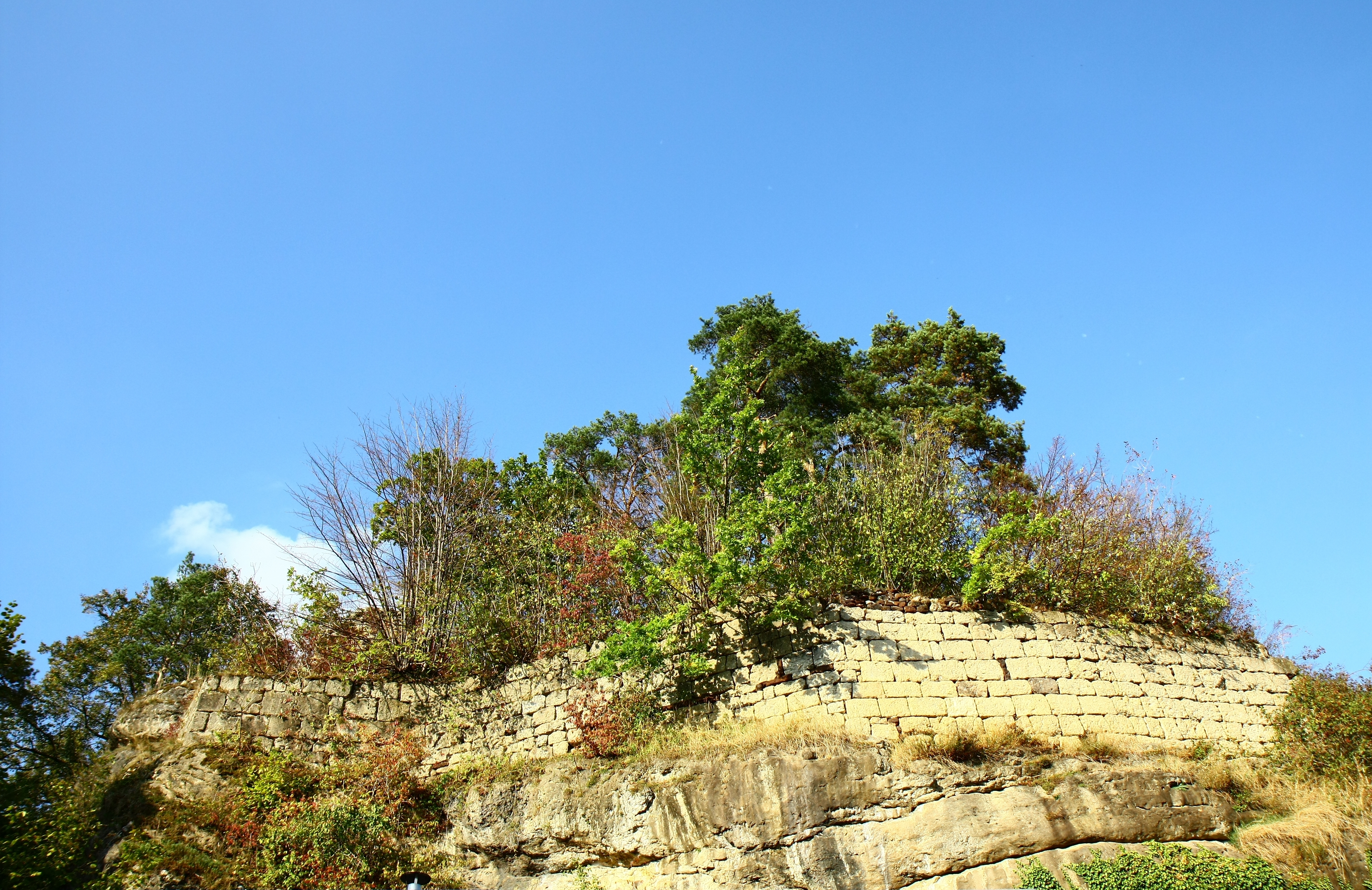
Bild 3, Quadermauer an der Südseite des Burgfelsens (September 2009)
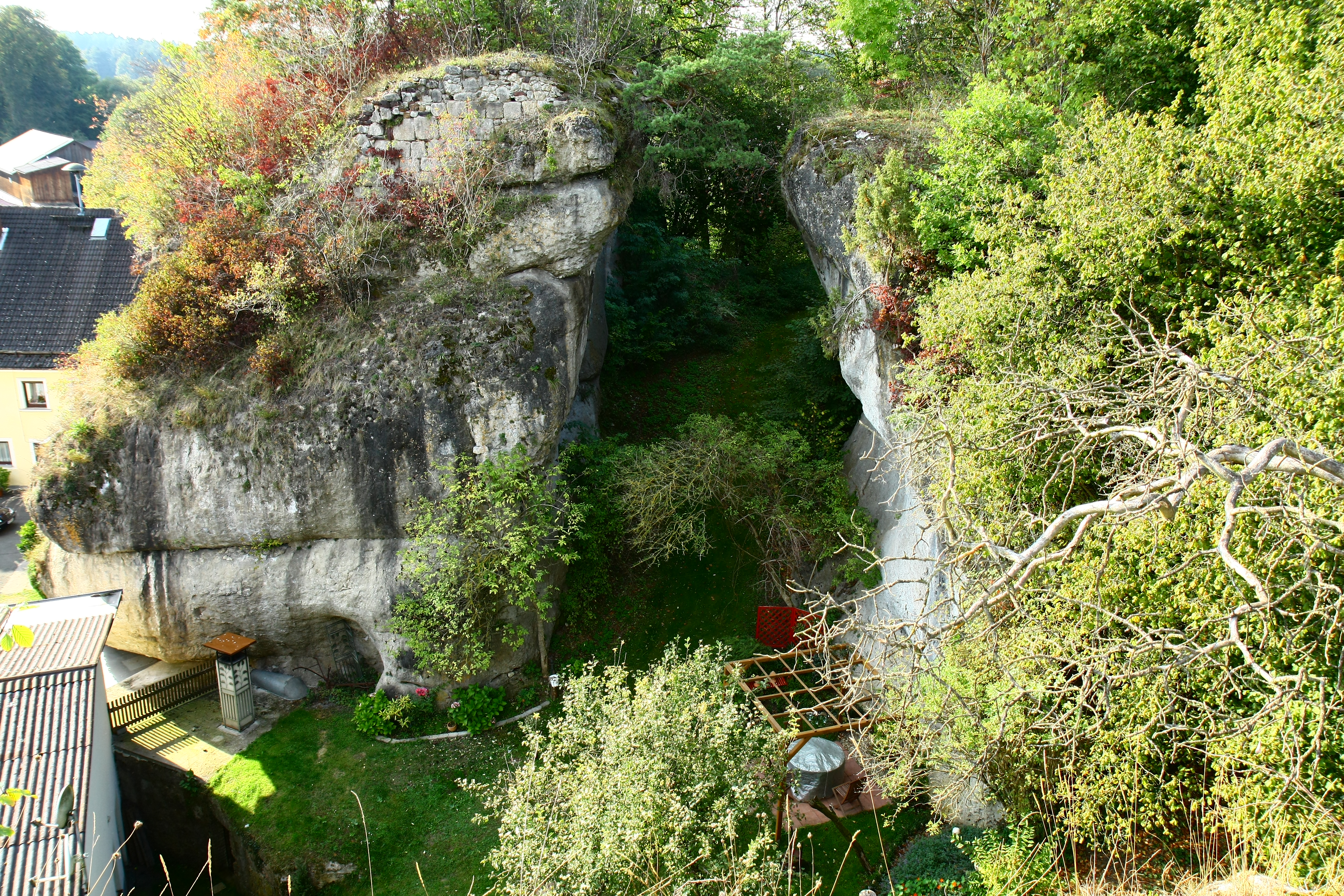
Bild 4, Quadermauer an der Ostseite des Burgfelsens mit der Felsschlucht (September 2009)
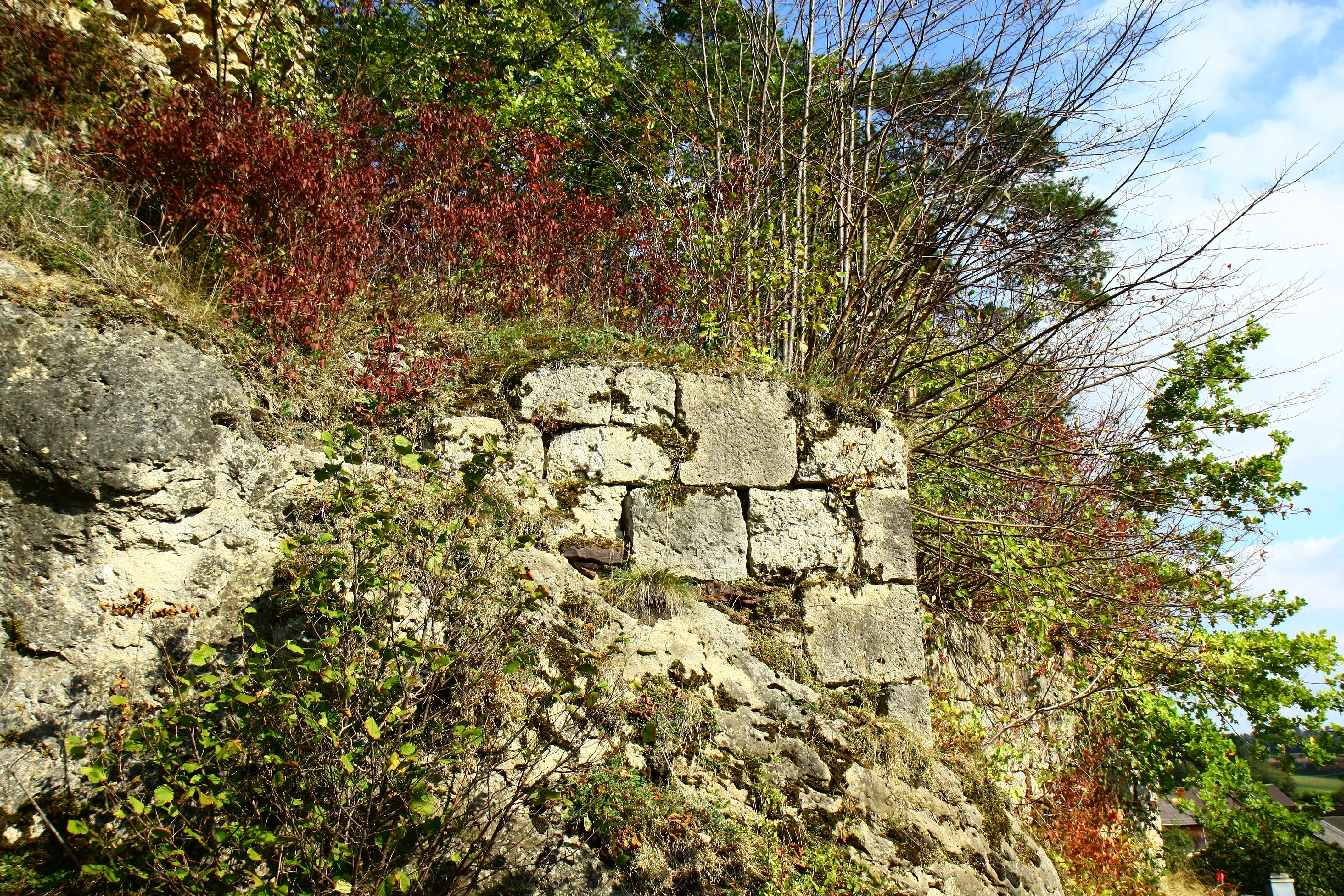
Bild 5, Mauereck der Ringmauer an der südlichen Seite (September 2009)
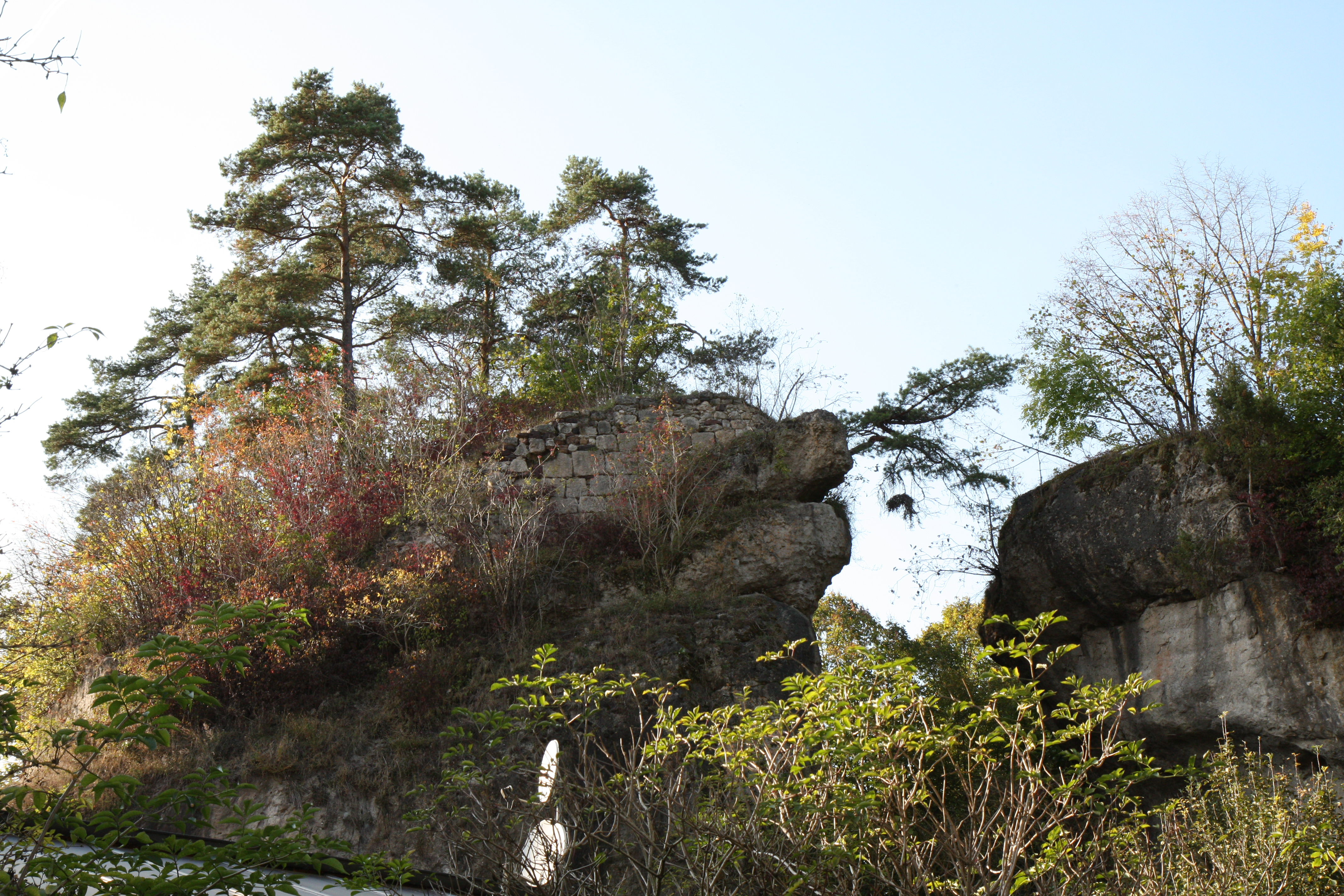
Bild 6, Ostseite des Burgfelsens mit dem ehemaligen Zugang über die Schlucht (September 2009)
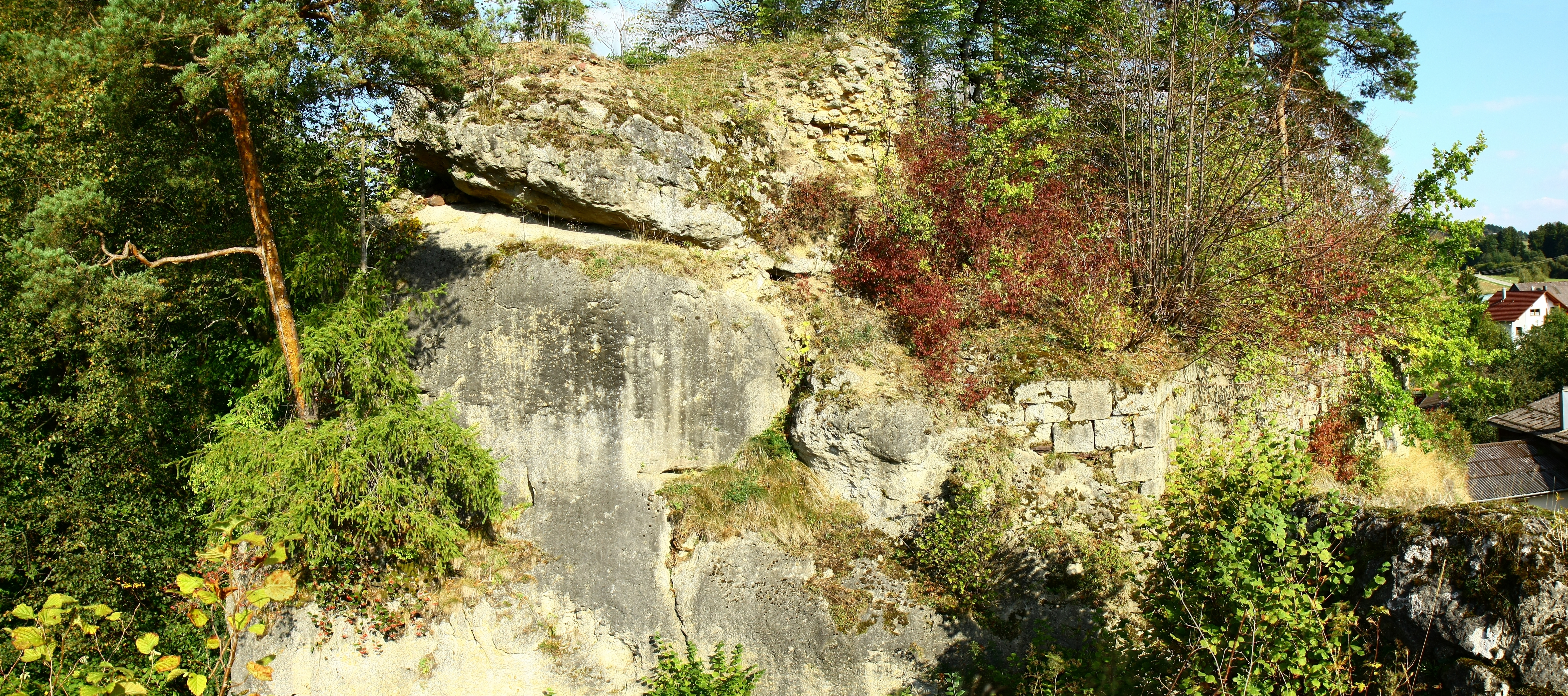
Bild 7, der westliche Teil des Burgplateaues (September 2009)
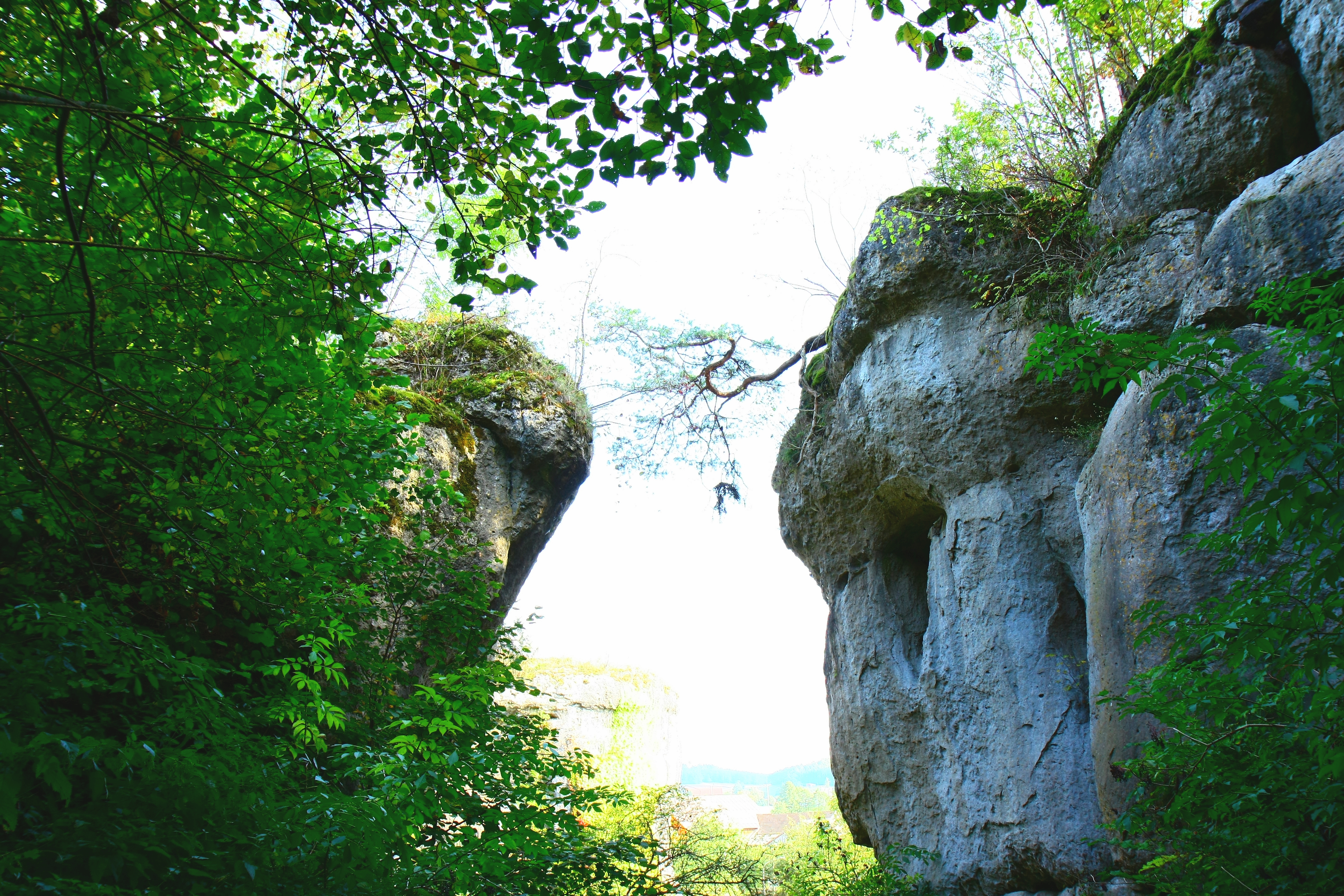
Bild 8, der ehemalige Zugang zur Burg (September 2009)